# Sandwich Południowy
Sandwich Południowy (ang. South Sandwich Islands) – archipelag jedenastu wysp wulkanicznych na południowym Atlantyku. Stanowi część zamorskiego terytorium Georgia Południowa i Sandwich Południowy, poprzednio wchodził w skład brytyjskiej dependencji Falklandów.
Te bezludne wyspy mają powierzchnię 310 km². Tworzą łuk wyspowy pochodzenia wulkanicznego, ograniczają od wschodu Morze Scotia. Znajdują się na małej płycie tektonicznej, Płycie Sandwich. Na wschód od łuku wysp znajduje się Rów Sandwichu Południowego o głębokości 8428 m.

## Odkrycie i eksploracja
Wyspy zostały odkryte w 1775 przez Jamesa Cooka, a dokładnie zbadane w 1819 przez wyprawę Fabiana Bellingshausena. Wyspy zostały nazwane przez Cooka imieniem Johna Montagu, hrabiego Sandwich (wynalazcy kanapki typu sandwich). Otrzymały nazwę wysp „południowych”, aby odróżnić je od „Sandwich Islands”, ówczesnej nazwy Hawajów.
Cook dotarł tylko do południowej części archipelagu, a fatalna pogoda uniemożliwiła mu jakiekolwiek dokładniejsze badania wysp. Opłynął więc od strony zachodniej środkową i południową część grupy. Zanotował w swoim pamiętniku na temat wyspy Candlemas: "Widok nowego brzegu był okropny. Bardzo wysokie, prostopadłe turnie strzelały z czarnych jam. U stóp ich kotłowały się szalejące fale, szczyty okrywały się chmurami, ponad nimi zaś unosił się jedyny wierzchołek. [...] Foki, gnieżdżące się w zagłębieniach, były jedynymi mieszkańcami wyspy". Bellinghausen odkrył trzy wyspy północne (Leskowa, Zawadowskiego i Visokoi), nazywając je Archipelagiem de Traversay, na cześć carskiego ministra admiralicji. Wchodząc na wysokość 500 m n.p.m. na Wyspie Zawadzkiego (krater) Rosjanie napotkali ogromne stada pingwinów, które wcześniej nie widziały człowieka. Zwierzęta na tyle cisnęły się w kierunku ludzi, że marynarze torowali sobie drogę kijami. W 1908 założyciel Grytviken, Carl Larsen również udał się tą drogą jednak niebezpiecznie zatruł się wyziewami wulkanicznymi.
Pierwsza polska jednostka dopłynęła tu w 1976 (wyprawa w składzie: statek naukowo badawczy "Profesor Siedlecki" i trawler-przetwórnia "Tazar"), przepływając pomiędzy Candelmas, a Visokoi.

## Wyspy
Archipelag tworzą, od północy:
- Traversay Islands(inne języki) (nazwane na cześć rosyjskiego ministra marynarki Jeana Baptisty de Traversay):
  - Wyspa Zawadowskiego[1]
  - Wyspa Leskowa[1]
  - Visokoi Island(inne języki) (pierwotnie nazywała się Wyspą Torsona, jednak po stwierdzeniu jego udziału w powstaniu dekabrystów nazwę tę unieważniono)[3]
- Candlemas Islands(inne języki)
  - Vindication Island(inne języki)
  - Candlemas Island(inne języki)
- Saunders Island(inne języki)
- Montagu Island(inne języki) z najwyższym szczytem Mount Belinda(inne języki) (1371 m n.p.m.)[3]
- Bristol Island(inne języki)
- Southern Thule(inne języki)
  - Bellingshausen Island(inne języki)
  - Wyspa Cooka[1]
  - Thule (Morrell Island).